# 王嘉廉
王嘉廉（英語：Charles Wang，1944年8月19日—2018年10月21日）是一位华人企业家，CA科技联合创辦人。

## 生平
1944年生於中華民國上海，他于1953年远渡美国，后加入美国国籍，1976年在纽约和Russell Artzt创立了组合国际电脑股份有限公司（Computer Associates International，現名「科技」）。2018年10月21日死于肺癌。
他的著作有（1994年）及（1997年）。
王嘉廉是國家冰球聯盟的紐約島人拥有者。